# Dnestrovsc
Dnestrovsc (russisch Днестровск Dnestrowsk, ukrainisch Дністровськ Dnistrowsk) ist eine Stadt in der Republik Moldau bzw. dem international nicht anerkannten Staat Transnistrien. Faktisch liegt die Kontrolle der Stadt bei Transnistrien. Sie liegt am Kutschurgan-See an der Grenze zur Ukraine und hatte 2010 etwa 11.000 Einwohner. Dnestrovsc ist rund 40 Kilometer von Tiraspol entfernt, Odessa liegt in etwa 80 Kilometer Entfernung.
Bekannt ist der Ort für das dortige Kraftwerk Moldawskaja GRES, das während der sowjetischen Zeit gebaut wurde.

## Geschichte
Dnestrovsc ist eine sehr junge Stadt. Der Siedlungsbau begann erst am 28. Februar 1961, und wie sehr oft zur sowjetischen Zeit, zusammen mit dem Bau des Stadt-bildenden Unternehmens – des Bezirks Elektro-Kraftwerks Moldawskaja GRES – als Werkssiedlung 3 km westlich des Kraftwerks gelegen. Das Land hierzu gehörte seit Zeiten Katharina der Großen zum ukrainisch-moldauischen Dorf namens Nezavertaylovka. Am 4. Januar 1963 erhielt die Siedlung den Status der städtischen Siedlung namens Dnestrovsk. Dieser Name gab ihm der ersten Direktor des Kraftwerks Methodius I. Mudrenko. In der städtischen Siedlung wurden Schulen und Kultureinrichtungen gebaut. So wurde am 1. September 1963 den Schülern ein neuer zweistöckiger Schulbau vorgestellt. Die Einwohnerzahl stieg auf etwa 8000 im Jahr 1970. Derzeit leben in Dnestrovsk über 11.000 Menschen zahlreicher Nationalitäten.
Seit dem Ende des Transnistrien-Konflikts 1992 wird Dnestrovsc vom de facto unabhängigen neuen Staat Transnistrien verwaltet. Im Jahr 2002 wurde per Dekret des Präsidiums des Obersten Sowjets von Transnistrien der städtischen Siedlung der Status einer Stadt gewährt.

## Das heutige Stadtbild
Alle Dnestrovsker Häuser sind in einfacher Blockbauweise gebaut und an der zentralen Fernwärme Heizungsanlage angeschlossen, und mit zentralisiertem warmen/kaltem Wasser, Gas, Abwasser und Abwasser ausgestattet. Alle Straßen sind asphaltiert und an vielen Plätzen auch gepflastert.
Die Stadt unterhält um die 10.000 Grünflächen. Jedes Jahr werden neue überwiegend in neuen Wohngebieten gepflanzt.

### Infrastruktur
Die Stadt hat ein Hotel, 4 Internet-Cafés, ein Stadtbad, ein gut ausgebautes Verkehrsnetz, mehrere Lebensmittel- und Technik-Geschäfte, Kantinen, Cafés, Restaurants sowie Bars. Es gibt vier Straßen-Märkte, von denen zwei auch am Abend geöffnet haben. In der Stadt gibt es ein Post- und Telegraphen-Amt, eine Feuerwehr, drei Bankfilialen, eine Dienststelle der Polizei und private Sicherheitsdienste.

#### Gesundheits- und Bildungswesen
Ein modernes Krankenhaus mit 160 Betten, Klinik, Erste-Hilfe sowie zwei Apotheken sind in der Stadt anzufinden.
Es gibt zwei weiterführende Schulen, fünf Kindergärten, Sport- und Kunsthochschulen, sowie ein Kinder- und Jugendzentrum in der Stadt.
Am Dnjestr Energie College sind nicht nur eigene GRES-Fachkräfte eingeschrieben, sondern auch mehr als 600 Studenten per Fernkurs aus ganz Transnistrien, Moldau und der Ukraine.

#### Kultur und Sport
Für kulturelle und sportliche Bedürfnisse der Bürger baute die „Moldauische GRES“ einen Kultur- und Sport-Komplex, mit dem Palast der Kultur „Energetic“ mit dem Tanzsaal „Rhythm“, das Kino „Jugend“ und den Klub „Junge Techniker“, drei Bibliotheken, und zwei Museen beinhaltet. Ein Stadion für 3000 Sitzplätze sowie 4 spezialisierte Sporthallen ist ebenso vorhanden.
Die Stadt hat eine Filiale der internationalen Union der Schriftsteller und der literarischen Vereinigung Transnistriens „Sail“.
Am Ufer der Mündung des Flusses gelegen, befindet sich die Cuciurgan Recreation Area mit dem Yacht-Club, sowie dem „Sunny“ Sanatorium.
Dnestrovsk zieht dank seiner guten Lage an der Mündung des Flusses Turunchuk, der schönen Landschaften und den vielen Möglichkeiten für Outdoor-Aktivitäten viele Besucher an.

## Galerie

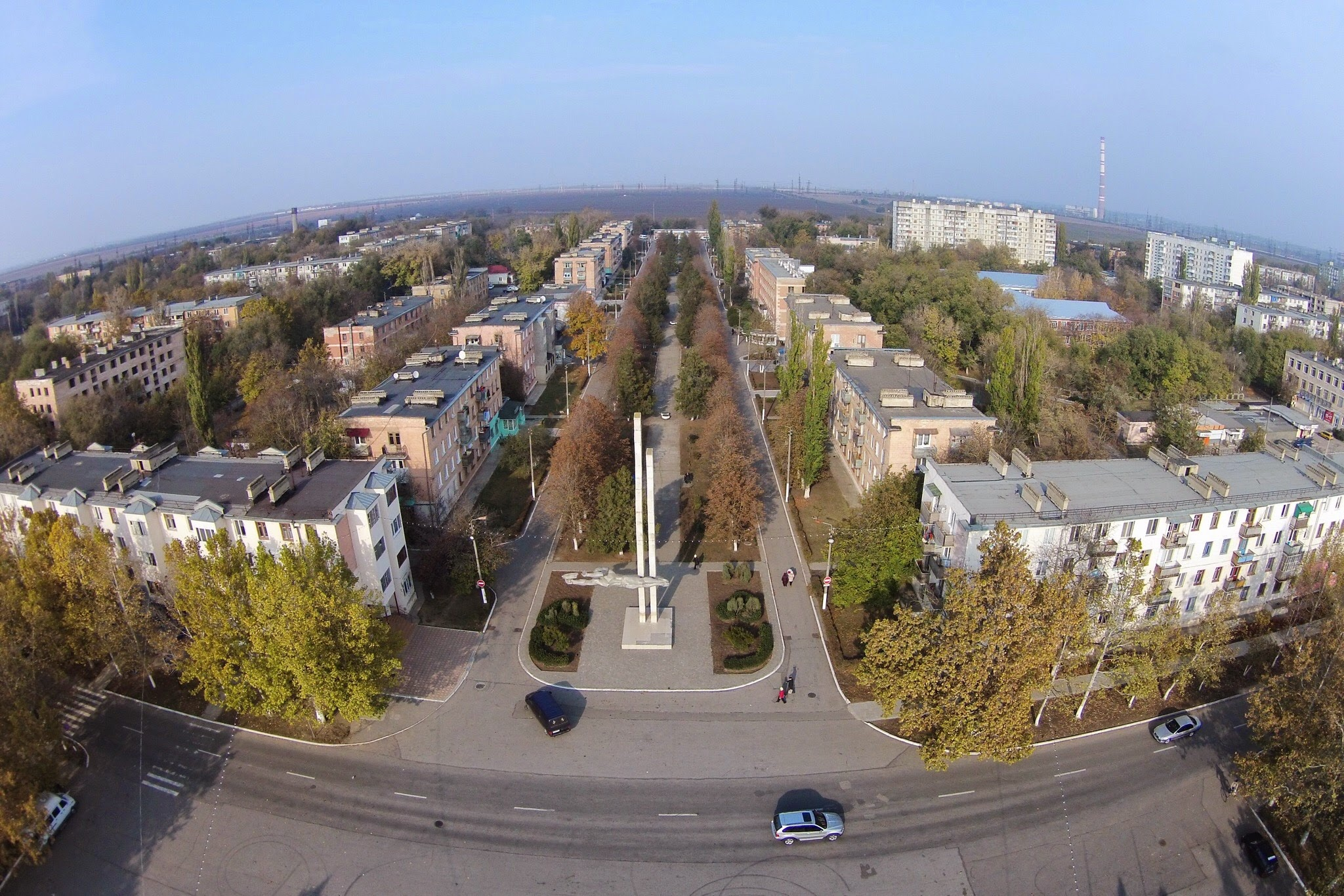
Blick auf die Stadt
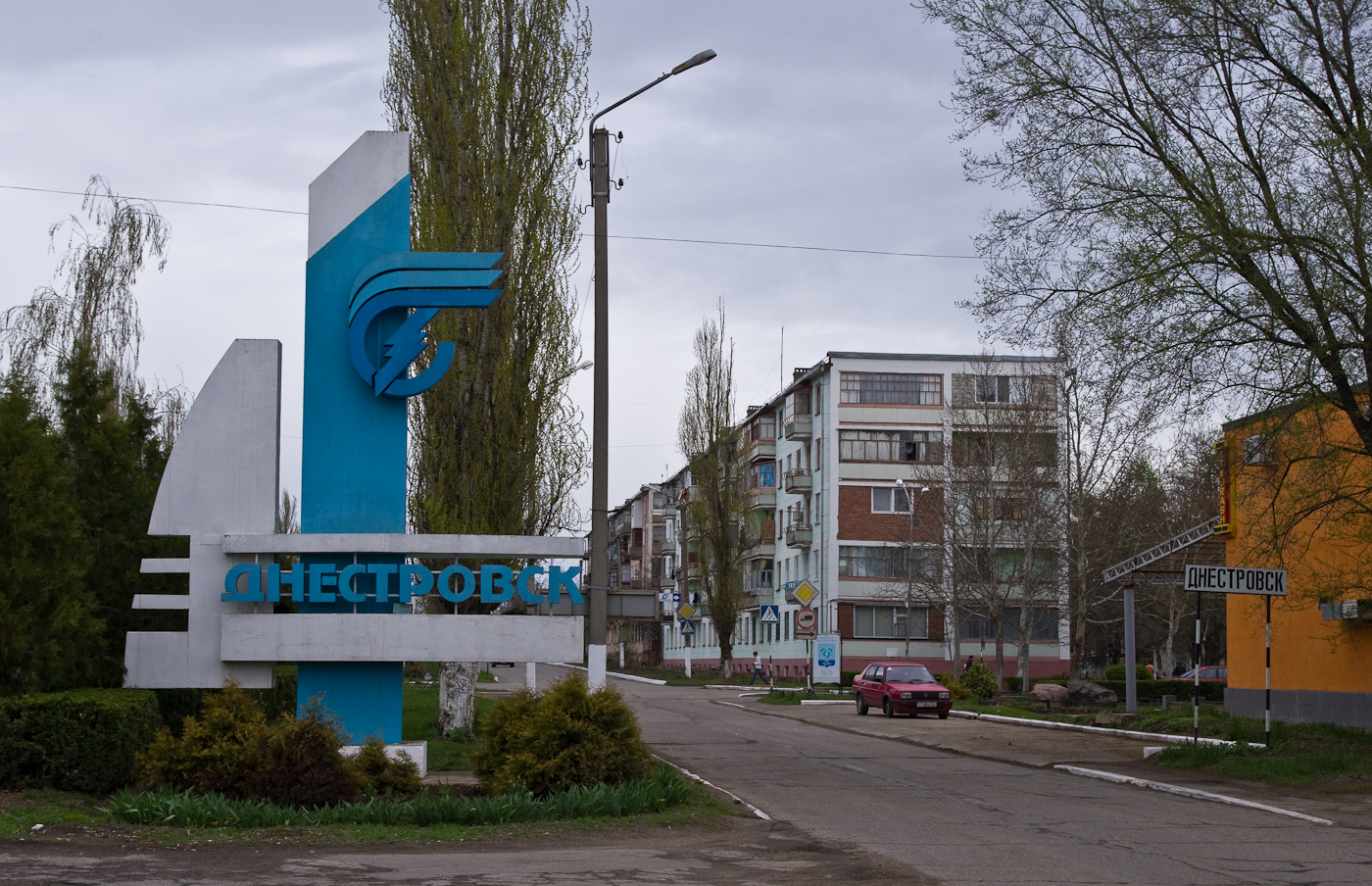
Ortsschild
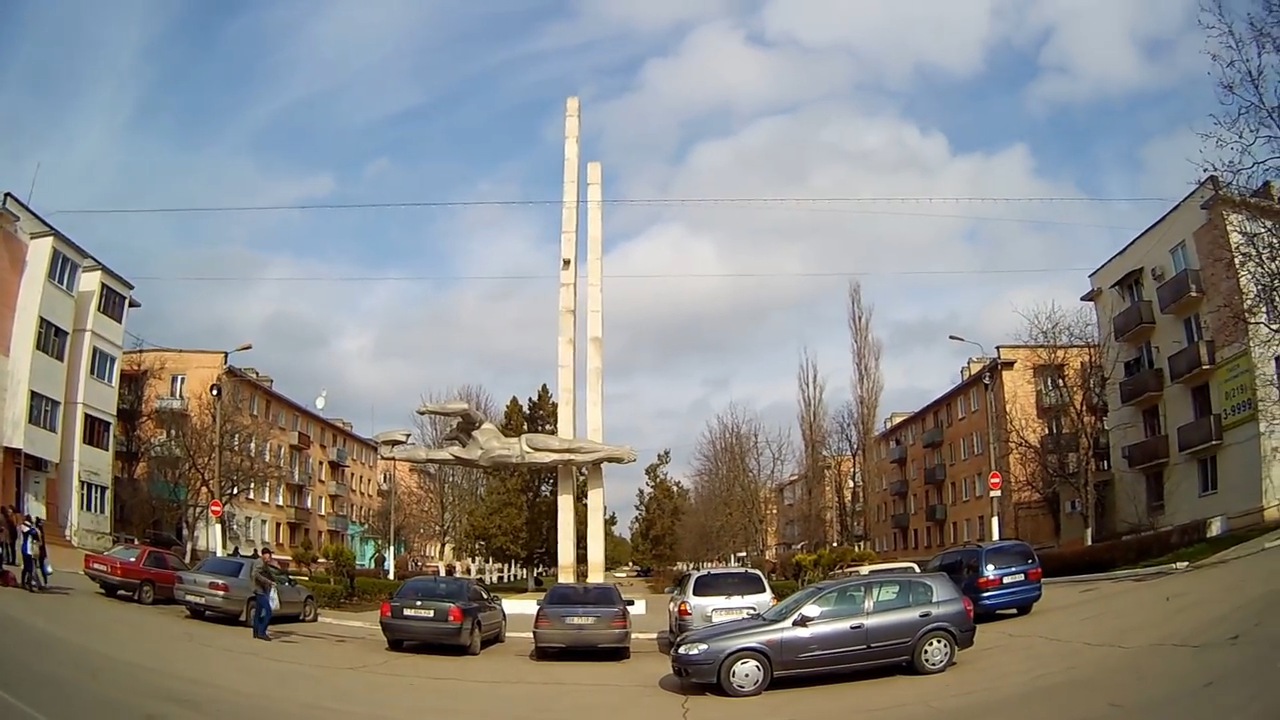
Prometheus Statue
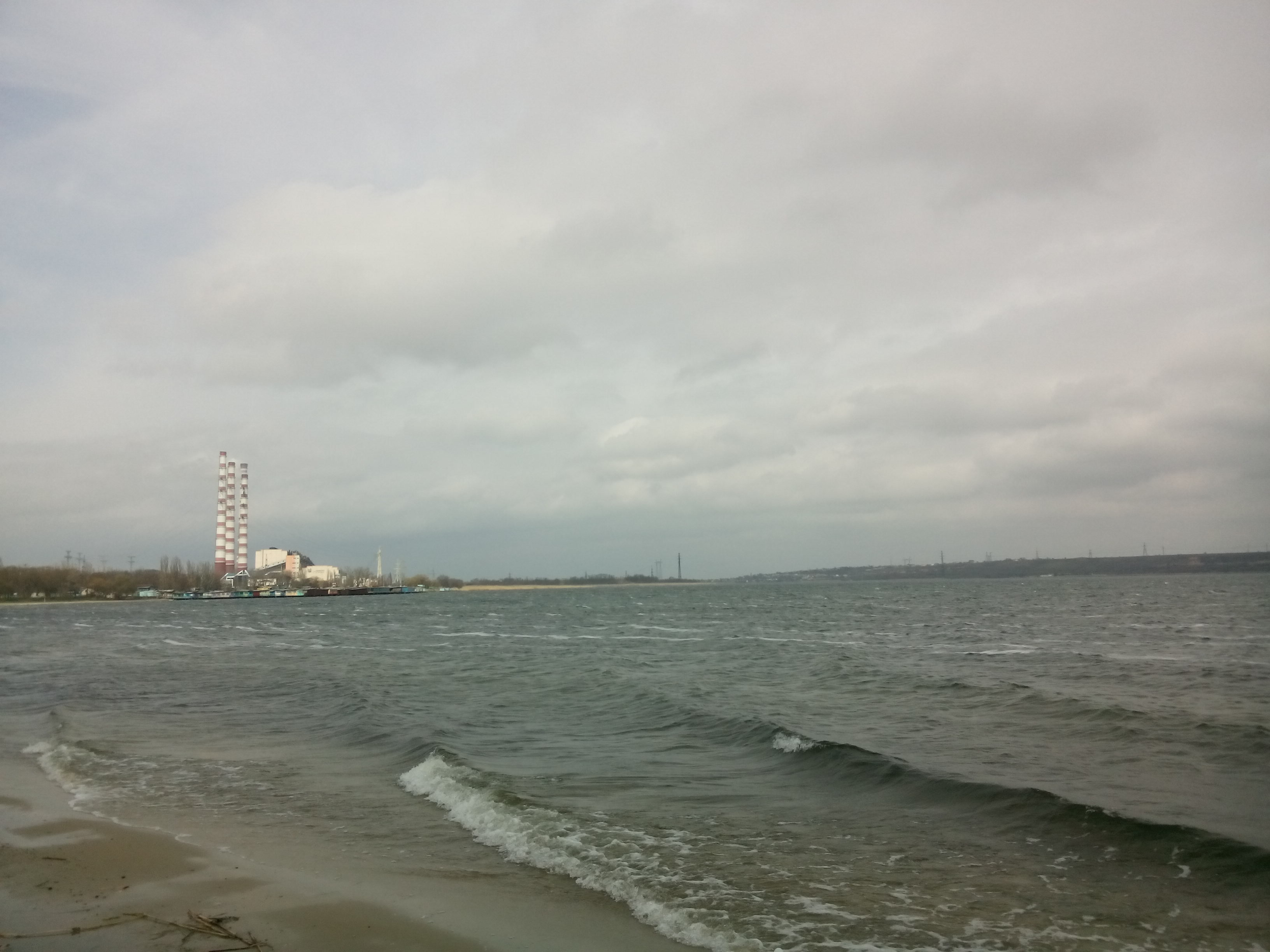
GRES Kraftwerk
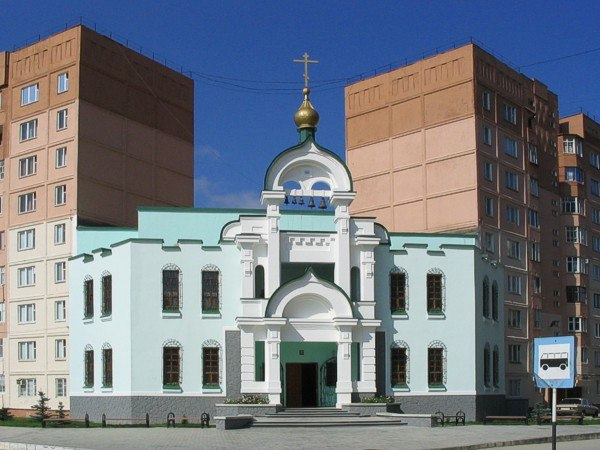
Kyrill und Method Kirche
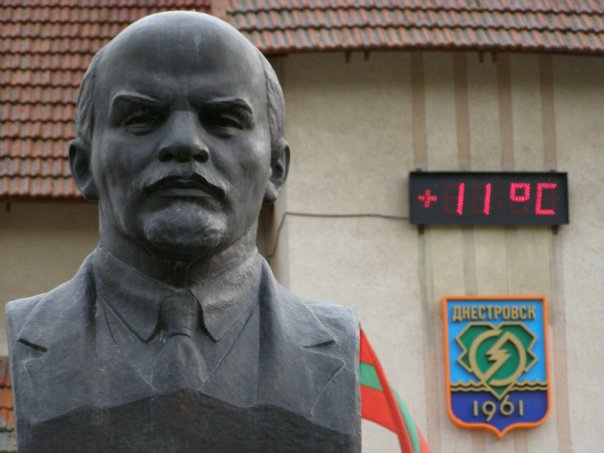
Lenin Büste